# Thriller jurídico

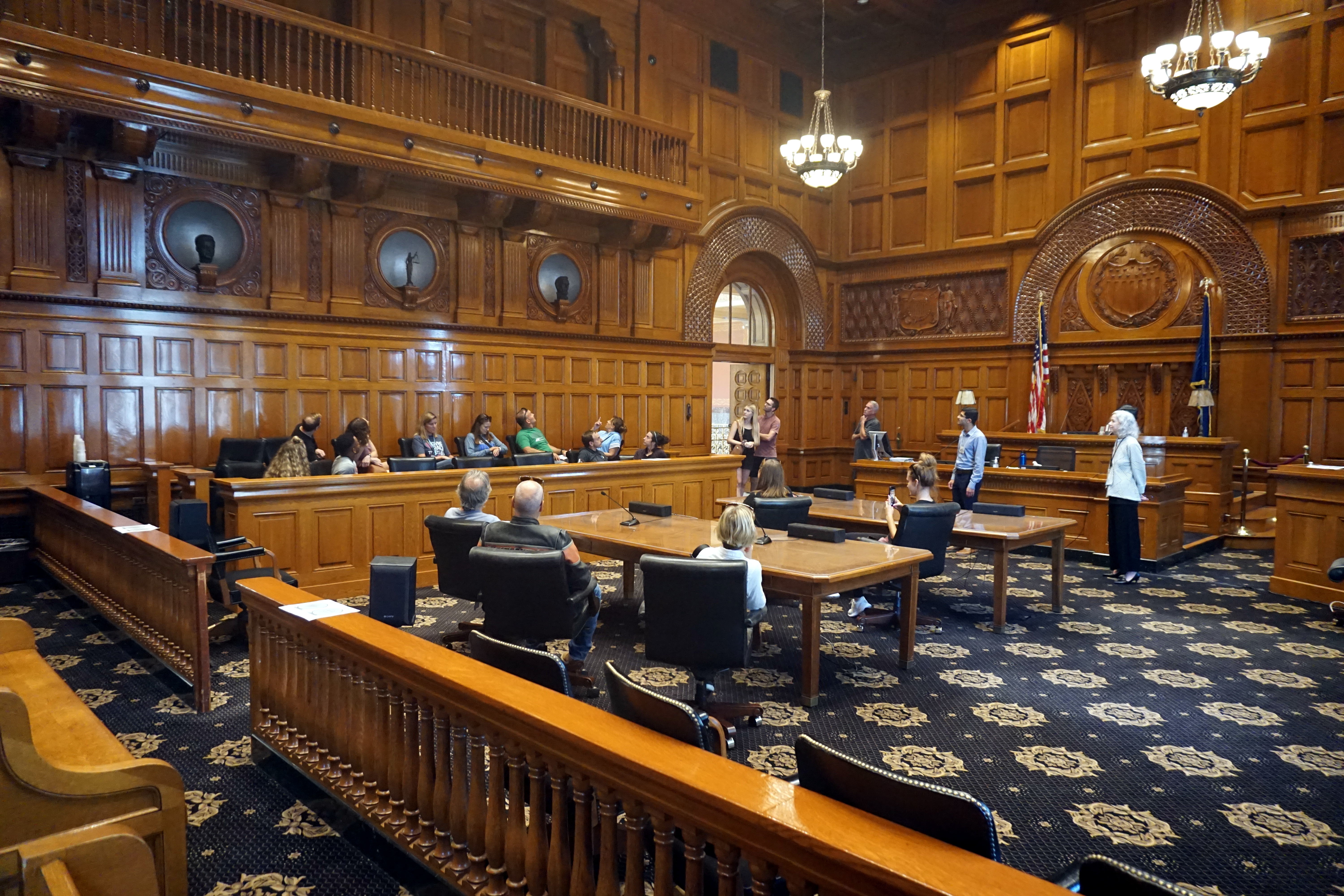
Milwaukee 2023

Thriller jurídico é um gênero de thriller e romance policial caracterizado pela presença de um advogado ou promotor, que tem e provar diante do júri a culpabilidade ou inocência de um indivíduo. 

## Características do thriller jurídico
Como todos os romances policiais, os thrillers jurídicos tem geralmente a presença de um crime, porém há algumas diferenças, pois os thrillers jurídicos são geralmente protagonizados por advogados e não por detetives. Nesse gênero de romance policial, o advogado precisa ir ao tribunal e provar a culpa ou a inocência de alguém, seja num processo de assassinato, roubo, sequestro, etc. Os thrillers jurídicos geralmente são baseados na lei do seu país de origem, portanto raras vezes são citadas situações que não possam ocorrer em uma situação real.

### Autores do gênero
Um dos primeiros e mais bem sucedidos autores a explorar o gênero thriller jurídico foi Erle Stanley Gardner, com o advogado fictício Perry Mason, o autor que era advogado se baseou em fatos que realmente enfrentou em sua profissão, acrescentando outros mais interessantes para o leitor, como assassinatos, roubos, corrupção policial etc. Entre os seus principais livros estão The Case of the Sulky Girl (O Caso da Jovem Arisca) e The Case of the Lucky Legs (O Caso da Fotografia Misteriosa), o sucesso do personagem acabou inspirando uma série de televisão baseada no personagem.
Os norte-americanos John Grisham, Scott Turow e John Hart são atualmente alguns dos mais influentes autores de thrillers jurídicos.